# Kim Cha-youn
Kim Cha-Youn (10 de fevereiro de 1981) é uma handebolista sul-coreana. medalhista olímpica.
Kim Cha-Youn fez parte da geração medalha de prata em Atenas 2004 e bronze em Pequim 2008. 